# Františkovy Lázně

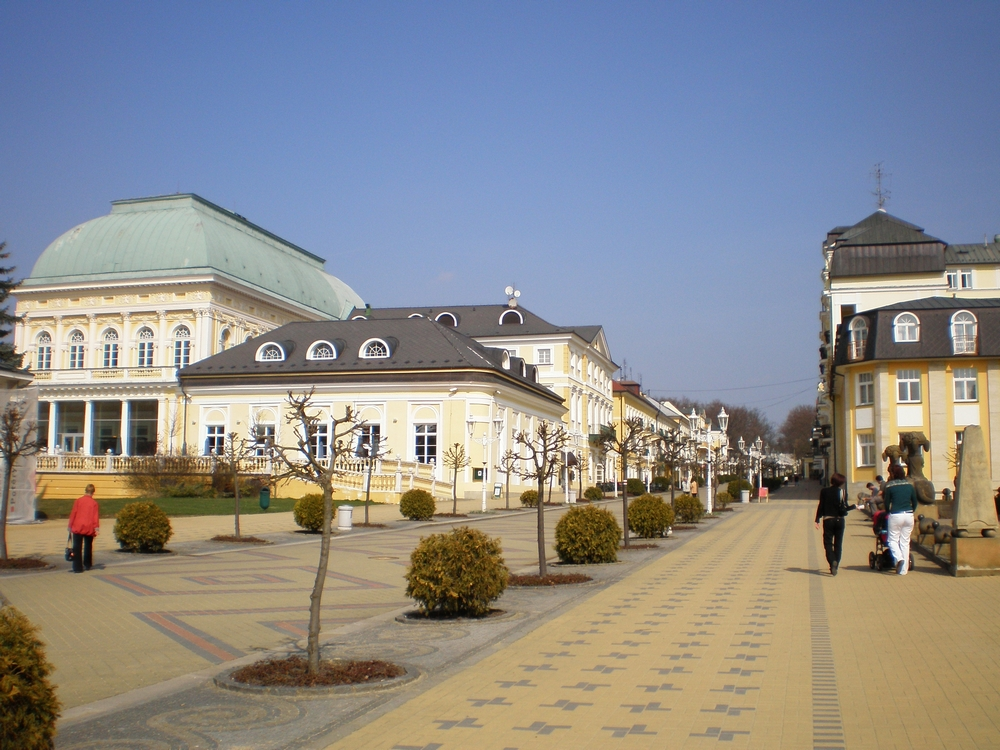
Columnata

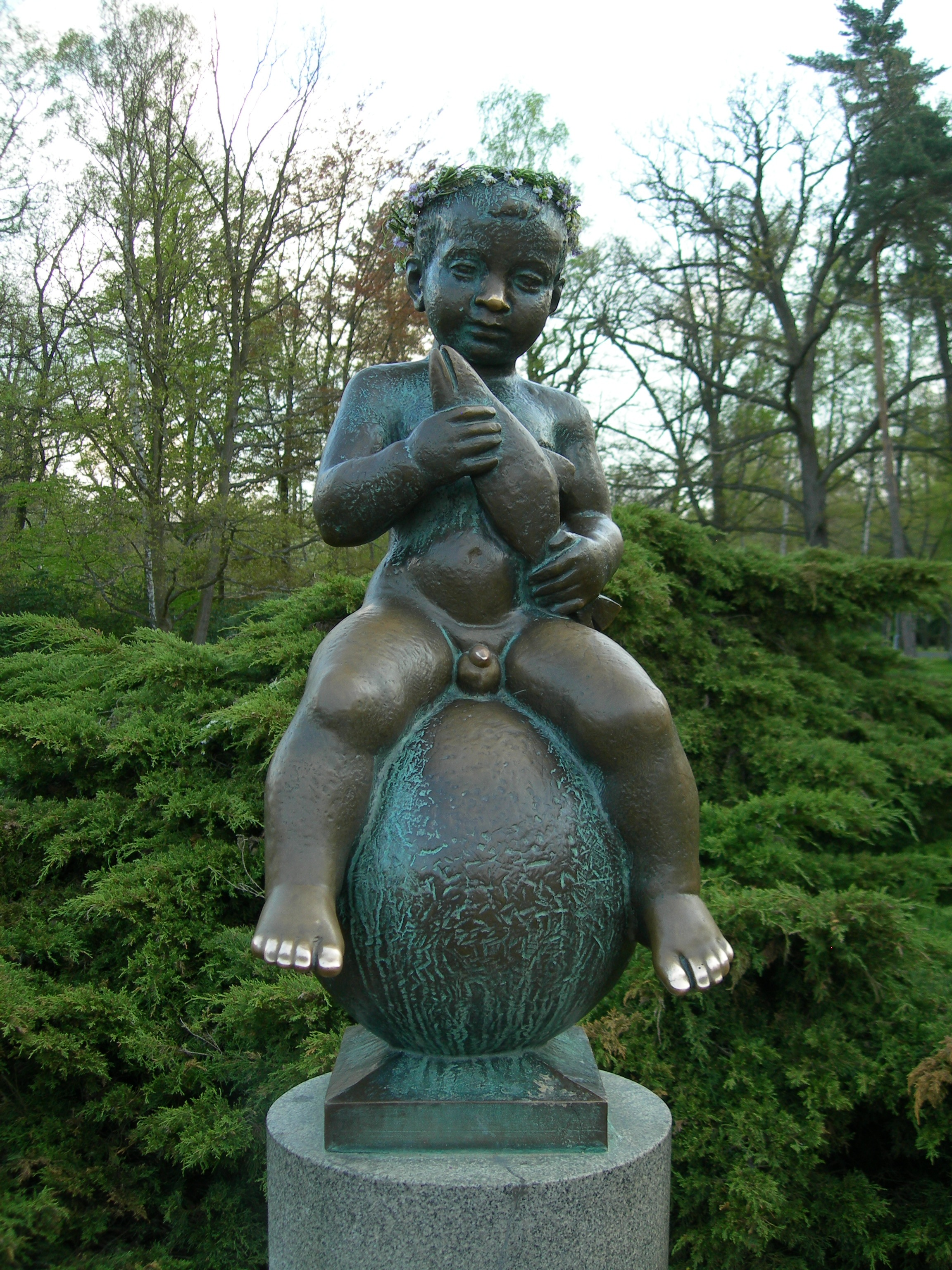
Estatua de Francisco

Františkovy Lázně (en checo: [ˈfraɲcɪʃkovɪ ˈlaːzɲɛ]ⓘ) es una localidad del distrito de Cheb, en la Región de Karlovy Vary, en Bohemia occidental (República Checa). Se encuentra a 445 metros sobre el nivel del mar y cuenta con una población de 5,501 habitantes (2018).
Františkovy Lázně es una estación balnearia de renombre internacional, vecina de otros conocidos balnearios como Karlsbad, Marienbad o Jáchymov. Los efectos saludables de sus manantiales se conocen desde el siglo XV. En un principio, el agua solo se utilizaba con fines médicos a escala local, pero posteriormente empezó a ser exportada a Alemania. Está documentado que, hacia 1700, la comarca vendía más agua mineral que toda la que producían los demás balnearios germánicos juntos. En 1793, la villa fue fundada oficialmente, con el nombre de Kaiser Franzensdorf, es decir, Villa del emperador Francisco II. Posteriormente, fue rebautizada como Franzensbad, y con este nombre fue con el que su balneario se hizo internacionalmente conocido.
Al acabar la Segunda Guerra Mundial, la mayoría de los habitantes de Frazensbad, de habla alemana, fueron expulsados y la ciudad se repobló con población de origen checo. Desde entonces, el nombre alemán original, Franzensbad, ha caído en desuso, en beneficio del checo, Františkovy Lázně.

## Ciudades hermanadas
- Bad Soden, en Alemania.
- Nizhny Tagil, en Rusia.